# Colo-Colo
Club Social y Deportivo Colo Colo (oftast bara Colo-Colo) är en chilensk fotbollsklubb från huvudstaden Santiago. Klubben bildades 19 april år 1925 och deras hemmaarena heter Estadio Monumental David Arellano efter spelaren David Arellano. Deras ärkerivaler är Universidad de Chile.

## Historia
Totalt sett har Colo-Colo vunnit den inhemska ligan 33 gånger, vilket är flest gånger inom chilensk fotboll. Utöver detta har klubben, som enda chilensk fotbollsklubb, vunnit turneringen Copa Libertadores, detta år 1991.
År 2004 befann Colo-Colo sig i en stor ekonomisk kris och klubben var nära en konkurs. Men aktiebolaget "Blanco y Negro" (som ägs av den före detta fotbollsspelaren Iván Zamorano) köpte upp Colo-Colo och räddade klubben undan konkurs. Några år senare sålde Colo-Colo spelare till utländska klubbar - bland andra såldes Claudio Bravo till spanska Real Sociedad, Jorge Valdivia till brasilianska Palmeiras och Matías Fernández till spanska Villarreal.
Colo-Colo vann 2006 års Copa Apertura då klubben ställdes mot ärkerivalen Universidad de Chile i finalen. Matchen slutade oavgjort och avgjordes på straffar. Colo-Colo vann straffläggningen med 4-2 efter mål av Matías Fernández, Humberto Suazo, Gonzalo Fierro och Miguel Aceval. Samma år spelade Colo-Colo också final i turneringen Copa Sudamericana (den näst största turneringen efter Copa Libertadores). Dock förlorade man med siffrorna 3-2 mot det mexikanska laget Pachuca.
Dessutom skrev Colo-Colo historia när man lät blott 14-årige Nicolás Millán spela mot Santiago Wanderers i A-laget. Nicolás Millán är den yngste i Chiles fotbollshistoria som har fått spela en A-lagsmatch på så hög nivå (första divisionen).

## Mästerskapstitlar

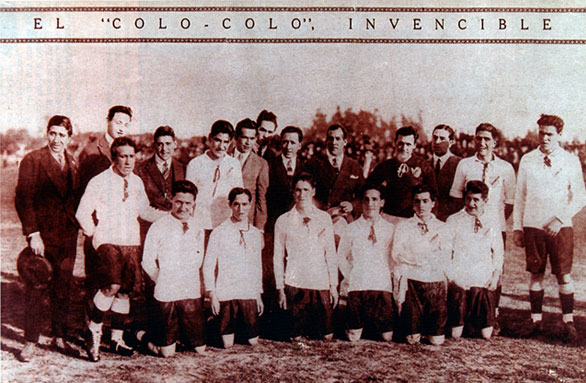
Colo-Colo, 1925.

Primera División (34)
1939, 1941, 1944, 1947, 1953, 1956, 1960, 1963, 1970, 1972, 1979, 1981, 1983, 1986, 1989, 1990, 1991, 1993, 1996, 1997-C, 1998, 2002-C, 2006-A, 2006-C, 2007-A, 2007-C, 2008-C, 2009-C, 2014-C, 2015-A, 2017-TT, 2022, 2024
Copa Chile (14)
1958, 1974, 1981, 1982, 1985, 1988, 1989, 1990, 1994, 1996, 2016, 2019, 2021,2023
Campeonato de Apertura (4)
1933, 1938, 1940, 1945
Supercopa de Chile (2)
2017, 2018
Copa Libertadores de América (1)
1991
Recopa Sudamericana (1)
1992
Copa Interamericana (1)
1992

## Legender
- Roberto Rojas
- Carlos Caszely
- Ivan Zamorano
- Esteban Paredes